# 秋田県信用組合
秋田県信用組合（あきたけんしんようくみあい、英:Akitaken Credit Coopratives）は秋田県秋田市に本店を置く信用組合。県下に本店を持つ唯一の信用組合である。略称はけんしん。

## 概要
1990年4月1日、金融の自由化が進展する中、秋田県と全国信用協同組合連合会の協調による低利貸し付けの支援によって、鹿角信用組合（本店：鹿角市）、北秋信用組合（本店：鷹巣町）、秋田商工信用組合（本店：秋田市）が対等合併。秋田県信用組合として発足する。初代理事長には前秋田県信用保証協会会長が就任した。
2003年1月、前年4月1日からのペイオフ解禁を踏まえ、競争力の強化と経営基盤の強化を狙い、大館市の本社を置いていた建設業者「イトウ」と同社関連企業の経営破綻によって、貸し出しが焦げ付き痛手を被っていた大館信用組合（本店：大館市）からの申し出に基づき、県信組が大館信組を合併した。
秋田市および信用金庫空白域である大館市・鹿角市・北秋田市を主たる営業エリアとする。

## 沿革[6]
- 1963年（昭和38年）
  - 7月18日 - 秋田商工信用組合設立総会[7]。
- 1968年（昭和43年）
  - - 秋田市南通亀の町4番5号に本店・本部ビルを新築。
- 1990年（平成2年）
  - 4月1日 - 北秋信用組合・鹿角信用組合との合併に伴い、秋田県信用組合に改称。
  - 9月17日 - 二ツ井支店を鷹巣支店に、上小阿仁支店を森吉支店に、小坂支店を毛馬内支店に統合。3店舗は第一勧業銀行秋田支店に営業譲渡[8][注 2]。
- 1991年（平成3年）12月 - 店外ATM設置（グリーンメイトジャパン出張所）。
- 1996年（平成8年）8月 - 全国信組共同センターに加盟。
- 1998年（平成10年）7月 - 店外共同CD設置（大館能代空港出張所）。
- 2001年（平成13年）9月 - 八幡平支店を花輪支店に統合。
- 2003年（平成15年）1月 - 大館信用組合と合併し、3店舗（店外共同設置CD1台含む）開設。
- 2008年（平成20年）
  - 6月2日 - 秋田銀行・秋田信用金庫・羽後信用金庫・秋田ふれあい信用金庫と相互出金提携（秋田あったかネット）を開始。
  - 9月22日 - イオン銀行との相互接続開始。
- 2011年（平成23年）7月19日 - 土崎支店を秋田銀行旧土崎南支店跡地に移転。
- 2011年（平成23年）10月11日 - 泉支店を従前位置に新築。
- 2012年（平成24年）10月1日 - 秋田県信用組合として初の新規店舗となる、手形支店を秋田市に設置。
- 2013年（平成25年）8月 - 営業地域を秋田県全域に拡大。
- 2015年（平成27年）9月 - 子会社「けんしん元気創生株式会社」を設立。
- 2016年（平成28年）
  - 1月 - クラウドファンディングを運営するサーチフィールドと委託契約を締結。同社のサイト内に「FAVOO秋田」を設置[9]。
  - 12月 - 日本政策金融公庫秋田支店と共にニンニク生産加工のしらかみファーマーズ（本社：北秋田市）に協調融資を実施[10]。
- 2019年（平成31年）4月1日 - この日よりセブン銀行ATM利用時の手数料を全時間帯、有料とした[11]。
- 2020年（令和2年）8月3日 - 同日以降に新規開設された口座について、未利用口座管理手数料を設定[12]。
- 2021年（令和3年）7月1日 - 令和2年7月31日以前に新規開設された口座についても、未利用口座管理手数料を設定[13]。
- 2022年（令和4年）
  - 3月22日 - 土崎支店が旧店舗から東に約100m地点に新築移転[14]。
  - 9月20日 - 合川支店が北秋田市新田目に新築移転[15]。
- 2025年（令和7年）
  - 秋 - 約13億円を投じ、秋田市南通亀の町5番の一角に4階建ての新本店ビルを新築し、本店及び本部を新ビルに移転予定[16]。